# Granica nowogrodzko-szwedzka
Granica nowogrodzko-szwedzka – dawna granica międzypaństwowa między Republiką Nowogrodzką a Szwecją. Zgodnie z pokojem w Nöteborgu zaczynała się na wybrzeżu Zatoki Fińskiej, jej dalszy bieg wyznaczała rzeka Siestra. Potem granica przebiegała przez jeziora Saimaa by ostatecznie zakończyć się u wybrzeży Zatoki Botnickiej. Przestała istnieć w 1478, wraz z przyłączeniem Rzeczypospolitej Nowogrodzkiej do Wielkiego Księstwa Moskiewskiego. Wtedy zmieniła się w granicę rosyjsko-szwedzką, która początkowo przebiegała identycznie, lecz z czasem coraz bardziej się zmieniała.